# Zakynthos (race ovine)
Pour les articles homonymes, voir Zakynthos.
Zante
La Zakynthos ou Zante est une race de moutons domestiques originaire de Grèce. Elle est principalement élevée pour une production mixte (lait et viande) et son lait sert à la production du Dopio, un fromage local.

## Origines
La Zakynthos est une race ovine originaire de l'île de Zante, une des Îles Ioniennes à l'Ouest de la Grèce. La race tire son nom de son île d'origine. Elle descendrait de races locales croisées avec la Bergamasque, une race du Nord de l'Italie.

## Description
C'est un animal à la toison blanche de grande taille avec une queue longue et mince ; il peut être entièrement blanc ou porter des taches noires au niveau de la tête. Plus rarement, des individus noirs ou bruns peuvent être présents (5 % des animaux). Le bélier porte des cornes ; il peut peser jusqu'à 82 kg pour une hauteur au garrot de 83 cm. La brebis, légèrement plus petite, peut atteindre 75 cm pour 75 kg,'.

## Élevage
Les moutons sont menés en élevage extensif. La race est bien adaptée aux conditions locales mais s'adapte difficilement à d'autres types d'environnements.
La brebis est mise à la reproduction à l'âge d'un an. Elle met bas des jumeaux et peut produire en moyenne 225 kg de lait sur sa période de lactation. Le lait permet de produire un fromage local, le Dopio, parfois appelé Ladotyri,. La Zakynthos fait partie des races grecques ayant la production de lait la plus élevée.

## Conservation
Avec l'évolution des techniques d'élevage et l'exode rural, la population de la race a fortement diminué depuis la moitié du XXe siècle. Au début des années 1990, sa population s’élève à 500 individus et est en danger critique d'extinction. Au début du XXIe siècle, une politique de conservation est mise en place et depuis, sa population augmente pour atteindre un millier de bêtes,'. Sa conservation reste fragile et elle est considérée comme en « danger mais maintenue » par la FAO.
Des études génétiques sur la race ont permis de démontrer qu'elle a une origine proche de l'Agriniou, une autre race ovine originaire de l'Ouest de la Grèce.